# Libnotes praeculta
Libnotes praeculta là một loài ruồi trong họ Limoniidae. Chúng phân bố ở miền Australasia.